# Philagra
Philagra is een geslacht van halfvleugeligen uit de familie Aphrophoridae. De wetenschappelijke naam van dit geslacht is voor het eerst geldig gepubliceerd in 1863 door Stål.

## Soorten
Het geslacht Philagra omvat de volgende soorten:
- Philagra aconophoroides (Walker, 1858)
- Philagra albinotata Uhler, 1896
- Philagra arisana Kato, 1933
- Philagra cephalica Distant, 1909
- Philagra concolor Hacker, 1926
- Philagra coomani Lallemand, 1942
- Philagra costalis Distant, 1916
- Philagra dissimilis Distant, 1908
- Philagra douglasi Stål, 1863
- Philagra flavosparsa Distant, 1909
- Philagra fulvida Hacker, 1926
- Philagra fusca Lallemand, 1927
- Philagra fusiformis (Walker, 1858)
- Philagra grahami Metcalf & Horton, 1934
- Philagra hastata (Walker, 1851)
- Philagra insularis Jacobi, 1921
- Philagra kanoi Matsumura, 1940
- Philagra kuskusuana Matsumura, 1942
- Philagra lata Lallemand, 1942
- Philagra maculata Lallemand, 1946
- Philagra major Metcalf & Horton, 1934
- Philagra memoranta Liu, 1942
- Philagra montana Kato, 1933
- Philagra niger Metcalf & Horton, 1934
- Philagra obtusata (Noualhier, 1896)
- Philagra parva (Donovan, 1805)
- Philagra provecta Distant, 1909
- Philagra quadrimaculata Schmidt, 1920
- Philagra recta Jacobi, 1921
- Philagra recurva Jacobi, 1928
- Philagra scotti Stål, 1863
- Philagra semivittata Melichar, 1915
- Philagra subrecta Jacobi, 1921
- Philagra tongoides Kirkaldy, 1909
- Philagra vittata Metcalf & Horton, 1934